# 西北大學圖書館

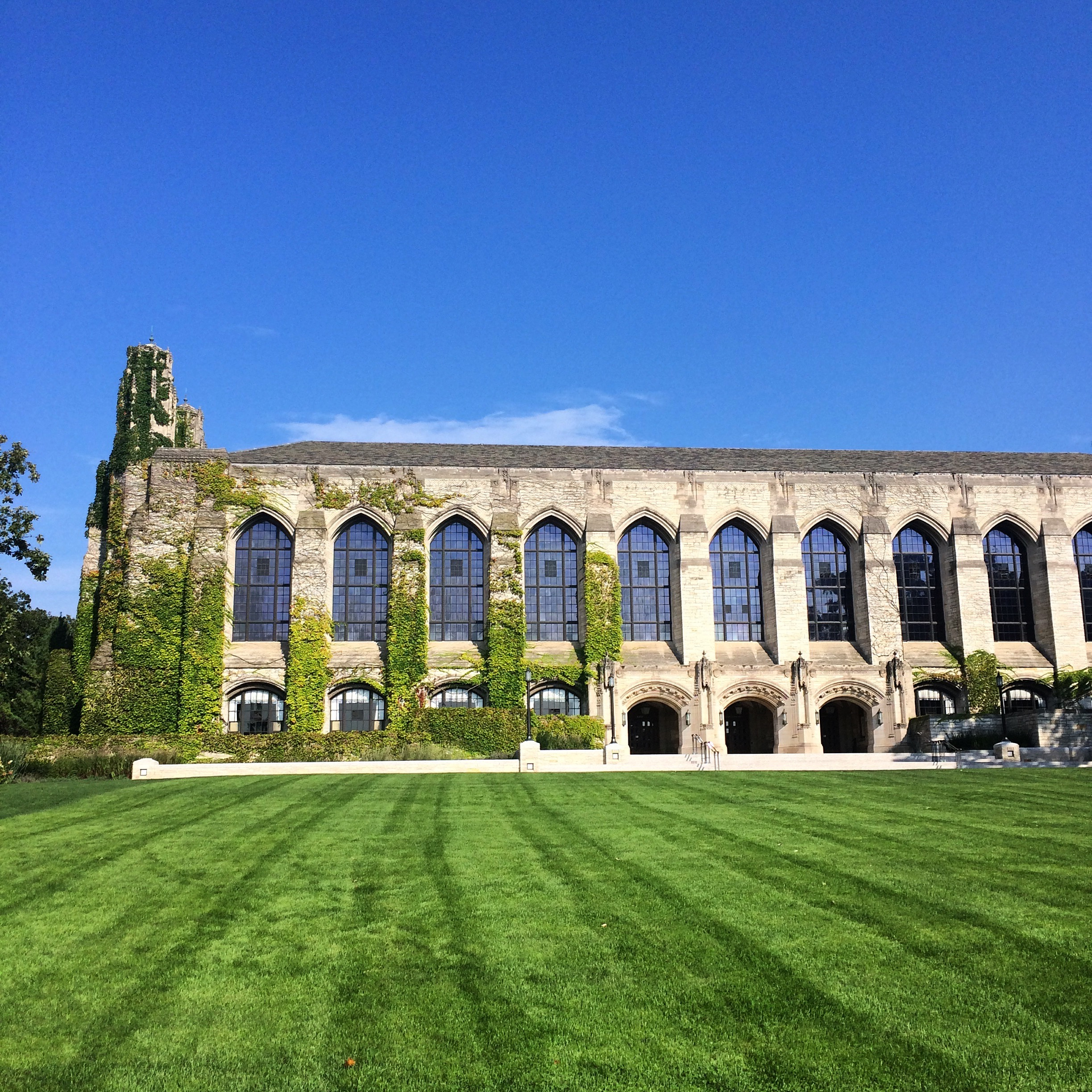

西北大學圖書館（Northwestern University Libraries）是美國西北大學的主要學術圖書館。西北大學圖書館收藏有8,198,268份資料。建築外觀呈現粗野主义風格。

## 外部連結
- 官方网站
- Northwestern University  (NU) Libraries' Transportation Library （页面存档备份，存于）
- NU Libraries' Digital Collections （页面存档备份，存于）